# Маковка (Раздольненский район)
Ма́ковка (до 1948 года Сырт-Джамана́к; укр. Маківка, крымскотат. Sırt Camanaq, Сырт Джаманакъ) — исчезнувшее село в Раздольненском районе Республики Крым, располагавшееся на юго-западе района, в степной части Крыма, примерно в полукилометре южнее современного села Нива.

### Динамика численности населения
| - 1806 год — 52 чел. - 1864 год — 31 чел. - 1889 год — 59 чел. - 1892 год — 34 чел. | - 1900 год — 125 чел. - 1915 год — 111/19 чел. - 1926 год — 133 чел. |

## История
Первое документальное упоминание села встречается в Камеральном Описании Крыма… 1784 года, судя по которому, в последний период Крымского ханства Ходжалак входил в Шейхелский кадылык Козловского каймаканства. После присоединения Крыма к России (8) 19 апреля 1783 года, (8) 19 февраля 1784 года, именным указом Екатерины II сенату, на территории бывшего Крымского ханства была образована Таврическая область и деревня была приписана к Евпаторийскому уезду. После павловских реформ, с 1796 по 1802 год входила в Акмечетский уезд Новороссийской губернии. По новому административному делению, после создания 8 (20) октября 1802 года Таврической губернии, Джаманак-Сырт был включён в состав Хоротокиятской волости Евпаторийского уезда.
По Ведомости о волостях и селениях, в Евпаторийском уезде с показанием числа дворов и душ… от 19 апреля 1806 года в деревне Сырт-Джаманак числилось 7 дворов, 42 крымских татарина и 10 ясыров. На военно-топографической карте генерал-майора Мухина 1817 года деревня Чеманак сырт обозначена с 6 дворами. После реформы волостного деления 1829 года Сырт Джаманак, согласно «Ведомости о казённых волостях Таврической губернии 1829 года» отнесли к Аксакал-Меркитской волости (переименованной из Хоротокиятской). На карте 1836 года в деревне 23 двора, как и на карте 1842 года Сырт-Джаманак.
В 1860-х годах, после земской реформы Александра II, деревню приписали к Курман-Аджинской волости. В «Списке населённых мест Таврической губернии по сведениям 1864 года», составленном по результатам VIII ревизии 1864 года, Сырт-Джаманак — владельческая татарская деревня, с 8 дворами и 31 жителем при колодцах.(на карте 1865—1876 года в деревне Сырт-Джаманак 7 дворов).
В «Памятной книге Таврической губернии 1889 года», по результатам Х ревизии 1887 года, в деревне Джаманак числилось 11 дворов и 59 жителей. Согласно «…Памятной книжке Таврической губернии на 1892 год», в деревне Сырт-Джаманак, входившей в Дениз-Байчинский участок, было 34 жителя в 6 домохозяйствах.
Земская реформа 1890-х годов в Евпаторийском уезде прошла после 1892 года, в результате Сырт-Джаманак приписали к Агайской волости.
По «…Памятной книжке Таврической губернии на 1900 год» в деревне Джаманак-Сырт числилось 125 жителей в 14 дворах. По Статистическому справочнику Таврической губернии. Ч.II-я. Статистический очерк, выпуск пятый Евпаторийский уезд, 1915 год, в деревне Джаманак-Сырт Агайской волости Евпаторийского уезда числилось 23 двора с татарским населением в количестве 111 человек приписных жителей и 19 — «посторонних», из которых 66 мужчин и 64 женщины. Жители владели 994 десятинами удобной земли (1 двор с землёй, 22 — безземельные). В хозяйствах имелось 125 лошадей, 8 волов, 28 коров и 450 голов мелкого скота.
После установления в Крыму Советской власти, по постановлению Крымревкома от 8 января 1921 года № 206 «Об изменении административных границ» была упразднена волостная система и село вошло в состав Бакальского района Евпаторийского уезда, а в 1922 году уезды получили название округов. 11 октября 1923 года, согласно постановлению ВЦИК, в административное деление Крымской АССР были внесены изменения, в результате которых округа были отменены, Бакальский район упразднён и село вошло в состав Евпаторийского района. Согласно Списку населённых пунктов Крымской АССР по Всесоюзной переписи 17 декабря 1926 года, в селе Джаманак (татарский), Агайского сельсовета Евпаторийского района, числилось 28 дворов, из них 26 крестьянских, население составляло 133 человека, из них 131 татарин и 2 русских, действовала татарская школа. После создания 15 сентября 1931 года Фрайдорфского (переименованного в 1944 году в Новосёловский) еврейского национального района Джаманак (татарский) включили в его состав. В январе 1935 года из Евпаторийского района был выделен Ак-Шеихский район (переименованный указом ВС РСФСР № 621/6 от 14 декабря 1944 года в Раздольненский) и село включили в его состав.
В 1944 году, после освобождения Крыма от фашистов, согласно Постановлению ГКО № 5859 от 11 мая 1944 года, 18 мая крымские татары были депортированы в Среднюю Азию. Указом Президиума Верховного Совета РСФСР от 21 августа 1945 года Джаманак был переименован в Маковку и Джаманакский сельсовет — в Маковский. С 25 июня 1946 года в составе Крымской области РСФСР, а 26 апреля 1954 года Крымская область была передана из состава РСФСР в состав УССР. Время упразднения сельсовета и в Берёзовский пока не установлено: на 15 июня 1960 года село уже числилось в его составе. Ликвидировано в период между 1968 годом, когда село ещё записано в составе Берёзовского сельского совета и 1977-м, когда Маковка уже числилась в списке упразднённых.